# Muhammad Suhail Zubairy
Muhammad Suhail Zubairy (* 19. Oktober 1952 in Lahore) ist ein pakistanischer Physiker (Quantenoptik), meist zitiert als M. Suhail Zubairy.
Zubairy studierte in Peshawar Physik und Mathematik mit dem Bachelor-Abschluss 1971 und erhielt die Goldmedaille der Universität für seinen Abschluss. 1974 erhielt er einen Master-Abschluss in Physik von der Quaid-i-Azam-Universität in Islamabad und 1978 wurde er bei Emil Wolf an der University of Rochester promoviert. Als Post-Doktorand war er an der University of Arizona (Optical Sciences Center) und der University of New Mexico (Center for Advanced Studies) und war ab 1984 Professor für Elektronik an der Quaid-i-Azam Universität und Gründungsvorstand von dessen Abteilung Elektronik. Ab 2000 war er Professor an der Texas A&M University, an der er Distinguished Professor und Munnerlyn-Heep Professor ist. 2017 wurde er außerdem Changjiang Distinguished Chair Professor an der  Huazhong University of Science and Technology.
Er befasst sich mit Quantenoptik, Laserphysik und Quantenrechnen, zum Beispiel Präzisionsmikroskopie und Quantenlithographie, atomare Kohärenzeffekte und rauschfreie Verstärkung. Bekannt ist er unter anderem für Veröffentlichungen über Sub-Wellenlängen-Lithographie mit klassischen Lichtquellen. Mit Scully entwickelte er laserspektroskopische Techniken zur Identifizierung von Bakteriensporen.
Von ihm stammt ein verbreitetes Lehrbuch der Quantenoptik mit Marlan Scully. Außerdem ist er Ko-Autor eines Buches über Quantenrechner und er ist Autor einer Einführung in die Quantenmechanik mit Schwerpunkt Quanteninformatik und Quantenkommunikation.
1986 erhielt er den Abdus Salam Award, einen, Humboldt-Forschungspreis (2007), den International Khwarizmi Award vom Präsidenten der Islamischen Republik Iran, den George H. W. Bush Award for Excellence in International Research (2011), die Orden Hilal-e Imtiaz (2001) und Sitara-ye Imtiaz vom pakistanischen Präsidenten und den Preis für herausragende Physiker der Organisation Islamischer Länder. 2014 erhielt er den Willis-E.-Lamb-Preis für grundlegende Arbeiten von rauschfreier Verstärkung bis zu Super-Rayleigh-Auflösung (Laudatio).
Er ist Fellow der American Physical Society, der Optical Society of America und Mitglied der pakistanischen Akademie der Wissenschaften.

## Schriften (Auswahl)
Bücher:
- mit Marlan Scully: Quantum Optics, Cambridge University Press 1997, ISBN 0521435951
- mit Goong Chen, David A. Church, Berthold-Georg Englert, Carsten Henkel, Bernd Rohwedder, Marlan O. Scully: Quantum Computing Devices: Principles, Designs, and Analysis, Chapman & Hall/CRC 2006
- mit Mohammad D. Al-Amri, Mohamed El-Gomati (Hrsg.): Optics in our time, Springer 2016 (darin von Zubairy: A very brief history of light, S. 3–24)
- Quantum Mechanics for Beginners - with applications to quantum communication and quantum computing, Oxford UP 2020

Aufsätze:
- mit Pierre Meystre: Squeezed states in the Jaynes-Cummings model, Phys. Lett. A, Band 89, 1982, S. 390–392
- mit M. O. Scully: Theory of the quantum-beat laser, Phys. Rev. A, Band 35, 1987, S. 752
- mit M. O. Scully, K. Wodkiewicz, J. Bergou, N. Lu, J. M. Ter Vehn: Two-photon correlated–spontaneous-emission laser: Quantum noise quenching and squeezing, Phys. Rev. Lett., Band 60, 1988, S. 1832
- mit M. O. Scully: Simple laser accelerator: Optics and particle dynamics, Phys. Rev. A, Band 44, 1991, S. 2656
- mit M. Ikram, S. Y. Zhu: Quantum teleportation of an entangled state, Phys. Rev. A, Band 62, 2000, S. 022307
- mit S. Qamar, S. Y. Zhu: Atom localization via resonance fluorescence, Phys. Rev. A, Band 61, 2000, S. 063806
- mit S. Y. Zhu, Y. Yang, H. Chen, H. Zheng: Spontaneous radiation and lamb shift in three-dimensional photonic crystals, Phys. Rev. Lett., Band 84, 2000, S. 2136
- mit M. O. Scully, G. S. Agarwal, H. Walther: Extracting work from a single heat bath via vanishing quantum coherence, Science, Band 299, 2003, S. 862–864
- mit M. Sahrai, H. Tajalli, K. T. Kapale: Subwavelength atom localization via amplitude and phase control of the absorption spectrum, Phys. Rev. A, Band 72, 2005, S. 013820
- mit H. Xiong, M. O. Scully: Correlated spontaneous emission laser as an entanglement amplifier, Phys. Rev. Lett., Band 94, 2005, S. 023601
- mit M. Hillery: Entanglement conditions for two-mode states, Phys. Rev. Lett., Band 96, 2006, S. 050503
- mit M. Ikram, F. Li: Disentanglement in a two-qubit system subjected to dissipation environments, Phys. Rev. A, Band 75, 2007, S. 062336